# Instituto Nacional de Tierras
Instituto Nacional de Tierras (INTI) es una de las organizaciones gubernamentales venezolanas que supervisan el programa de distribución de tierras (Misión Zamora). El INTI está encargado de identificar rotación de cultivos que puede comprar de los dueños mediante expropiación. Después de adquirir las tierras, el INTI le ofrece derechos sobre el uso de la tierra a otros agricultores en forma de "cartas agrarias". Estos agricultores tienen el derecho de dar tierras como herencia, pero no les pertenece ni pueden venderlas. Estos agricultores suelen estar organizados en cooperativas conocidas como "Fundos Zamoranos", con la asistencia de la Misión Vuelvan Caras. Adicionalmente, el INTI identifica tierras poco utilizadas y cobra impuestos a terratenientes que no producen lo suficiente. La Misión Vuelta al Campo también es coordinada por el INTI.
Las bases legales del instituto se basan en el artículo 307 de la Constitución de Venezuela de 1999, al igual que leyes subsecuentes, incluyendo la Ley de Tierras y Desarrollo Agrario (LTDA) de 2001.